# Каваниси (Хиого)
Каваниси (яп. 川西市 Каваниси-си) — город в Японии, находящийся в префектуре Хиого. Площадь города составляет 53,44 км², население — 155 846 человек (1 августа 2014), плотность населения — 2916,28 чел./км².

## Географическое положение
Город расположен на острове Хонсю в префектуре Хиого региона Кинки. С ним граничат города Итами, Такарадзука, Икеда, Миноо и посёлки Инагава, Тоёно, Носе.

## Население
Население города составляет 155 846 человек (1 августа 2014), а плотность — 2916,28 чел./км². Изменение численности населения с 1980 по 2005 годы:
| 1980 | 129 834 чел. |  |
| 1985 | 136 376 чел. |  |
| 1990 | 141 253 чел. |  |
| 1995 | 144 539 чел. |  |
| 2000 | 153 762 чел. |  |
| 2005 | 157 668 чел. |  |

## Символика
Деревом города считается сакура, цветком — горечавка шероховатая.